# Liste der Kulturgüter in Lufingen
Die Liste der Kulturgüter in Lufingen enthält alle Objekte in der Gemeinde Lufingen im Kanton Zürich, die gemäss der Haager Konvention zum Schutz von Kulturgut bei bewaffneten Konflikten, dem Bundesgesetz vom 20. Juni 2014 über den Schutz der Kulturgüter bei bewaffneten Konflikten sowie der Verordnung vom 29. Oktober 2014 über den Schutz der Kulturgüter bei bewaffneten Konflikten unter Schutz stehen.
Objekte der Kategorie A sind im Gemeindegebiet nicht ausgewiesen, Objekte der Kategorie B sind vollständig in der Liste enthalten, Objekte der Kategorie C fehlen zurzeit (Stand: 1. Januar 2022). Unter übrige Baudenkmäler sind weitere geschützte Objekte zu finden, die im Verzeichnis der Objekte von überkommunaler Bedeutung der kantonalen Denkmalpflege zu finden und nicht bereits in der Liste der Kulturgüter enthalten sind.

## Kulturgüter
| Foto |                                                                                      | Objekt                                                                  | Kat. | Typ | Standort                                | Beschreibung |
| ---- | ------------------------------------------------------------------------------------ | ----------------------------------------------------------------------- | ---- | --- | --------------------------------------- | ------------ |
| ja   | Datei hochladen · Wikidata zu Reformierte Kirche Lufingen (Q29932870)                | Reformierte Kirche KGS-Nr.: 12612                                       | B    | G   | Moosbrunnenstrasse 10.1 687029 / 260599 |              |
| ja   | Datei hochladen · Wikidata zu Reformiertes Pfarrhaus, ehemaliges Schloss (Q29932871) | Reformiertes Pfarrhaus mit Waschhaus, ehemaliges Schloss KGS-Nr.: 12613 | B    | G   | Pfarrhausstrasse 12 687143 / 260813     |              |

## Übrige Baudenkmäler
| ID          | Foto |                 | Objekt                                      | Kat.   | Typ | Standort                     | Beschreibung |
| ----------- | ---- | --------------- | ------------------------------------------- | ------ | --- | ---------------------------- | ------------ |
| 06300013    | ja   | Datei hochladen | Waschhaus                                   | B reg. | G   | Lindenhof 687121 / 260822    |              |
| 06300201    | ja   | Datei hochladen | Schulhaus im Gsteig, Klassentrakt/Turnhalle | B reg. | G   | Im Gsteig 31 686690 / 259806 |              |
| 063BEI00201 | ja   | Datei hochladen | Schulhaus im Gsteig, Abwartshaus            | B reg. | G   | Im Gsteig 33 686646 / 259786 |              |

Legende: Im Wesentlichen siehe Legende der Liste der Kulturgüter von nationaler und regionaler Bedeutung, mit folgenden Ausnahmen:
- Anstelle der KGS-Nummer wird als Objekt-Identifikator (ID) die Inventarnummer im Verzeichnis der Objekte von überkommunaler Bedeutung des kantonalen Denkmalschutzamtes verwendet.
- Bei den Kategorien wird wie folgt unterschieden: B kant. = Objekt von kantonaler Bedeutung (Kanton Zürich); B reg. = Objekt von regionaler Bedeutung (Kanton Zürich).